# 兒童照顧

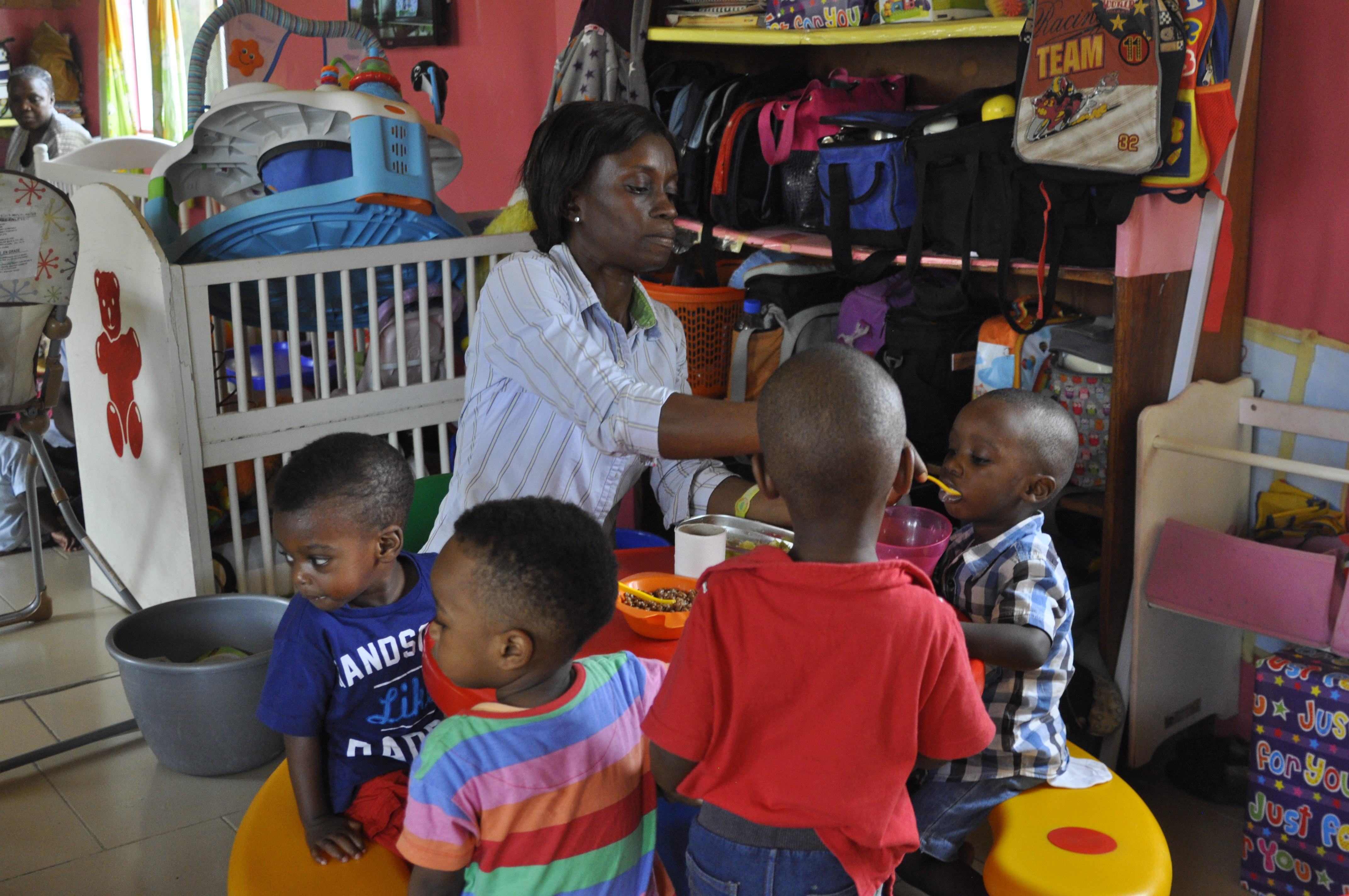
奈及利亞的日托

兒童照顧（Child care）也稱為兒童看護、育兒或是托兒，是指照顧一名或多名兒童，兒童年齡一般在是二週到十八歲之間。大部份的兒童家長是花最多時間照顧兒童的人，不過「兒童照顧」多半是讓兒童給家長以外的人照顧，一般是指由日托中心、保姆或是其他有照顧兒童之技能的人。兒童照顧是很廣的主題，包括許多的情境、活動、社交以及文化的習慣、以及機構。兒童照顧是學前教育的一部份，早期的兒童照顧是兒童發展中重要的一部份，也是常被忽略的一部份。
兒童照顧也可以由許多不同的人員或是組織進行。兒童照顧者也可能是兒童的親戚。另一種兒童照顧方式是以中心為基礎的兒童照顧。這些責任可以交給支薪的照顧者、孤兒院或是寄養家庭，來提供照顧、居住以及就學。
專業的兒童照顧者可能在兒童照顧機構（像托兒所、幼稚園或學校）工作，也有可能是在以家庭中進行照顧（褓姆或是家庭托兒）。許多兒童照顧機構會要求專業兒童照顧者已在急救有相當的訓練，並且通過CPR認證。此外，許多機構也會要求兒童照顧者的背景调查及藥物測試。兒童照顧也可能包括學習環境在內，像是學前教育或初等教育。這些兒童照顧機構裡相關活動的目的是要培養適齡的學習以及社交發現。許多情境下，適合從事兒童照顧的人教師，或是是有兒童發展教育背景的人員，除了。或是通用的兒童照顧核心技巧外，還需要其他的訓練。
兒童照顧的機會以及品質，對兒童、家長或照顧者以及家庭都有許多的影響。兒童照顧對兒童的就學有長期的影響。若有兒童照顧的機會，而且費用是可以負擔的，家長（特別是母親）就可以增加其勞動力。在美國，可以負擔的兒童照顧對移民社群有經濟上的優點。

## 外部連結
- 中的“兒童照顧”